# Visitas presidenciais dos Estados Unidos à Austrália e Nova Zelândia
Vários presidentes dos Estados Unidos fizeram visitas presidenciais à Austrália e Nova Zelândia. A primeira visita de um titular a essas nações da Australásia foi feita em 1966 por Lyndon B. Johnson. Sua visita de três dias a cinco cidades na Austrália foi planejada como uma demonstração de gratidão à nação australiana por seu então enfático apoio à Guerra do Vietnã. Quatro presidentes viajaram para lá desde então. Antes de chegar à Austrália, Johnson visitou a Nova Zelândia. Ele foi principalmente para reforçar o apoio à guerra no Vietnã. Apenas um presidente em exercício fez uma visita desde então.

## Austrália
| Presidente        | Datas                                         | Locais                                            | Notas |
| ----------------- | --------------------------------------------- | ------------------------------------------------- | --- |
| Lyndon B. Johnson | 20–23 de outubro de 1966                      | Camberra, Melbourne, Sydney, Brisbane, Townsville | Visita de Estado. Encontrou-se com o governador-geral Richard Casey e o primeiro-ministro Harold Holt.                     |
| Lyndon B. Johnson | 21–23 de dezembro de 1967                     | Camberra, Melbourne, Sydney                       | Compareceu ao funeral do primeiro-ministro Holt e conversou com outras autoridades e chefes de Estado presentes.           |
| George H. W. Bush | 31 de dezembro de 1991 – 3 de janeiro de 1992 | Sydney, Camberra, Melbourne                       | Encontrou-se com o primeiro-ministro Paul Keating e altos funcionários australianos. Discursou no Parlamento da Austrália. |
| Bill Clinton      | 19–23 de novembro de 1996                     | Sydney, Camberra, Port Douglas                    | Visita de Estado. Discursou no Parlamento e visitou a Grande Barreira de Coral.                                            |
| George W. Bush    | 22 de outubro de 2003                         | Camberra                                          | Encontrou-se com o primeiro-ministro John Howard e discursou no Parlamento.                                                |
| George W. Bush    | 3–8 de setembro de 2007                       | Sydney                                            | Participou da 19ª reunião de líderes da Cooperação Econômica Ásia-Pacífico.                                                |
| Barack Obama      | 16–17 de novembro de 2011                     | Camberra, Darwin                                  | Encontrou-se com a primeira-ministra Julia Gillard; anunciou um novo acordo de cooperação militar.                         |
| Barack Obama      | 15–16 de novembro de 2014                     | Brisbane, Sydney                                  | Participou da reunião de cúpula do G20.                                                                                    |

## Nova Zelândia
| Presidente        | Datas                     | Locais                             | Notas |
| ----------------- | ------------------------- | ---------------------------------- | --- |
| Lyndon B. Johnson | 19–20 de outubro de 1966  | Wellington                         | Visita de Estado. Encontrou-se com o primeiro-ministro Keith Holyoake.                                                                             |
| Bill Clinton      | 11–15 de setembro de 1999 | Auckland, Queenstown, Christchurch | Visita de Estado. Encontrou-se com a primeira-ministra Jenny Shipley. Participou da 11ª reunião dos líderes da Cooperação Econômica Ásia-Pacífico. |